# Dick Slater
Richard Van Slater (Tampa, 19 de maio de 1951 — 18 de outubro de 2018), mais conhecido como "Dick Slater", foi um lutador profissional estadunidense.

## Carreira na luta profissional

### National Wrestling Alliance (1972—1982)
Slater começou sua carreira na afiliada floridense da National Wrestling Alliance (NWA), Championship Wrestling from Florida, em 1972, fazendo sua primeira luta oficial contra Greg Peterson, um empate, em 9 de maio. Ele enfrentou lutadores como The Great Malenko, Bob Griffin, Tony Garea, Bob Orton e Bob Orton, Jr., e Kevin Sullivan.
Em 16 de março de 1973, Slater e Blackjack Slade foram derrotados por Sullivan e Mike Graham, que mantiveram o título de duplas, o que se repetiu em algumas ocasiões até abril. Depois de enfrentar Paul Jones pelo título televisivo durante o verão, Slater aliou-se a Dusty Rhodes, passando a usar também a alcunha de "Mr. Florida". Ele e Rhodes ganharam o título de duplas em 6 de outubro ao derrotar Sullivan e Graham. Enquanto campeão de duplas, Slater também derrotou Bill Dromo pelo título televisivo. Em 23 de novembro, Slater e Rhodes perderam o título para Jos e Paul LeDuc. Quatro dias depois, Slater perderia o título televisivo ao não comparecer a um evento. Slater e Stan Vachon derrotaram os LeDuc pelo título de duplas em 12 de fevereiro de 1974, mas perderiam o campeonato em 13 de março para Kevin Sullivan e Haystacks Calhoun. Ele reconquistaria o título em 3 de setembro, com Mike Graham, derrotando os Hollywood Blondes (Jerry Brown e Buddy Roberts). A rivalidade entre Slater e Graham, no entanto, os fez lutar pelos direitos do título em 17 de setembro, com Graham derrotando Slater e nomeando Dusty Rhodes como seu parceiro. Slater formou uma dupla com Prof. Toru Tanaka e os dois derrotaram Graham e Rhodes pelo título em 1 de outubro. Eles foram perder o título para Dominic DeNucci e Tony Parisi em 28 de dezembro. O último reinado de Slater aconteceu quando ele e Johnny Weaver derrotaram DeNucci e Parisi pelo título. Eles perderam para Harley Race e Roger Kirby em 16 de abril de 1975.
Slater fez sua primeira luta na Georgia Championship Wrestling (GCW) em 2 de agosto, quando se aliou a Bob Orton, Jr. para derrotar Derrell Cochran e Mike Stallings. Slater e Orton fizeram algumas lutas como dupla até o final do ano. Em 19 de junho, ele derrotou Bob Armstrong pelo título dos pesos-pesados de Macon, o perdendo para Stan Stasiak em 30 de março de 1976. Após uma rivalidade com Abdullah the Butcher, Slater derrotou The Spoiler em 20 de agosto de 1976 pelo Campeonato dos Pesos-Pesados da Geórgia. Ele manteve o título até 26 de outubro, quando foi derrotado por Mr. Wrestling II. Em 25 de novembro, Slater reconquistou o campeonato, antes de perdê-lo para Paul Jones em 15 de abril de 1977. Em 4 de junho, ele derrotou Jones pelo título, que manteria até ser derrotado por Stan Hansen.
Lutando pela St. Louis Wrestling Club, Slater derrotou Jack Brisco pelo título dos pesos-pesados do Missouri em 12 de agosto. Retomando sua dupla com Dusty Rhodes, Slater conquistou o título mundial de duplas da NWA ao derrotar Gene e Ole Anderson em 23 de setembro, reinado que duraria até 14 de outubro, quando perderiam de volta para os Andersons. No entanto, ele logo conquistou novamente o título dos pesos-pesados de Macon ao derrotar Ole Anderson em 10 de janeiro de 1978, o deixando vago em março. Em 12 de fevereiro, ele perderia o título do Missouri para Ted DiBiase. Entre março de 1978 e fevereiro de 1981, Slater ganhou seis vezes a versão da Flórida do Campeonato Sulista dos Pesos-Pesados da NWA, mantendo rivalidades com Mike Graham, Dusty Rhodes e Jack Brisco.
Slater participou do torneio Champion Carnival de 1979 da All Japan Pro Wrestling (AJPW), eventualmente vencido por Abdullah the Butcher. Slater acabou ficando em quinto lugar. Slater ganhou o principal título da Championship Wrestling from Florida, o NWA Florida Heavyweight Championship, em 2 de janeiro ao derrotar Jos LeDuc. Ele perderia o título uma semana depois para Jimmy Garvin. Ele defendeu a versão da Flórida do Campeonato Sulista dos Pesos-Pesados da NWA contra lutadores como Dusty Rhodes, Bugsy McGraw, Mike Graham, Barry Windham, Jack Brisco e Bobo Brazil durante 1980. Geralmente, os desafiantes derrotavam Slater por desqualificação, não ganhando o título. Ele finalmente perdeu o título para Graham em 27 de janeiro de 1981. No entanto, ele reconquistaria o campeonato uma semana depois.
Como dupla de Harley Race, Slater participou da Real World Tag League de 1982 da AJPW, terminando o torneio em quarto lugar.

### Mid-Atlantic Championship Wrestling (1982—1985)
Lutando mais predominantemente na Mid-Atlantic Championship Wrestling (MACW), parte da Jim Crockett Promotions (JCP), afiliada georgina da National Wrestling Alliance (NWA), Slater ganhou o título televisivo em 22 de fevereiro de 1983 ao derrotar Mike Rotundo. Ele o perderia para Roddy Piper um mês depois e o reconquistaria na semana seguinte, antes de perder para Jos LeDuc em 30 de abril. Durante essa época, ele formou uma dupla com Greg Valentine. Os dois se separaram e Slater derrotou Valentine, que tornou-se um mocinho, pelo título estadunidense dos pesos-pesados em 14 de dezembro. Depois de diversas defesas contra Valentine, Slater perderia o título para Ricky Steamboat em 21 de abril de 1984.

### Mid-South Wrestling (1984—1986)
Na Mid-South Wrestling, Slater derrotou Butch Reed para conquistar o título norte-americano dos pesos-pesados em 1 de janeiro de 1986. Em uma rivalidade com Jake Roberts, Slater o derrotou pelo título televisivo em 28 de fevereiro. Em 16 de março, Slater perdeu seus dois títulos sem participar de nenhuma luta. Primeiro, ele escolheu Buzz Sawyer como seu sucessor no título televisivo e lhe deu o campeonato. Depois, foi enganado por Bill Watts, assinando um contrato que permitia que Sawyer defendesse o título norte-americano contra Jim Duggan em seu lugar. Duggan derrotou Sawyer para conquistar o título norte-americano de Slater e Sawyer manteve o campeonato televisivo.

### World Wrestling Federation (1986—1987)
Slater estreou na World Wrestling Federation (WWF) durante o WWF Championship Wrestling exibido em 26 de junho de 1986 (gravado em 15 de junho), como um mocinho com a alcunha de "Rebel", derrotando The Gladiator. Ele derrotou "Iron" Mike Sharpe no The Big Event em 28 de agosto e, no Saturday Night's Main Event de 29 de novembro, Slater foi derrotado por Don Muraco. A última aparição televisionada de Slater na WWF aconteceu em 14 de março de 1987, quando foi derrotado por Butch Reed.

### All Japan Pro Wrestling, American Wrestling Association e retorno a NWA (1987—1988)
Depois de deixar a World Wrestling Federation (WWF), Slater passou a lutar pela promoção japonesa All Japan Pro Wrestling (AJPW), como parte da turnê AJPW Summer Action Series. Durante a turnê, Slater lutou como parceiro de lutadores ocidentais como Stan Hansen, Nick Bockwinkel e Austin Idol, enfrentando japoneses como Tiger Mask, Great Kabuki, Shinichi Nakano e Yoshiaki Yatsu. Ele também lutou na American Wrestling Association (AWA) entre outubro e novembro de 1987, participando, em maior parte, de battle royals.
Ao retornar a National Wrestling Alliance (NWA), Slater participou de um torneio pelo WWA World Heavyweight Championship na World Wrestling Alliance (WWA) em janeiro de 1988 e, em junho, lutou na Florida Championship Wrestling (FCW), onde derrotou Danny Spivey pelo título dos pesos-pesados da empresa, vago na época, em 13 de setembro. Ele perderia o título para U.S. Steel em 9 de novembro.
Slater participou do torneio de duplas Real World Tag League de 1988 na AJPW com Tommy Rich como parceiro. Eles foram derrotados por Abdullah the Butcher e Tiger Jeet Singh em 21 de novembro, derrotaram Crusher Blackwell e Phil Hickerson em 24 de novembro (única vitória no torneio), foram derrotados por Genichiru Tenryu e Toshiaki Kawada em 28 de novembro, por John Tenta e Shunji Takano em 30 de novembro, por Giant Baba e Rusher Kimura em 1 de dezembro, Kabuki e Hiroshi Wajima em 8 de dezembro, por Tiger Mask e Jimmy Snuka em 10 de dezembro, por Terry Gordy e Stan Hansen em 12 de dezembro, por Jumbo Tsuruta e Yoshiaki Yatsu em 13 de dezembro, e por Johnny Ace e Danny Spivey em 16 de dezembro.
Durante a turnê Super Power Series de 1989 da AJPW, Slater participou de combates normalmente em dupla com outros estrangeiros como Don Muraco e Danny Spivey.

### World Championship Wrestling (1989—1996)
Slater passou a lutar na World Championship Wrestling (WCW) em 19 de agosto de 1989, sendo derrotado por Sting por desqualificação no NWA World Championship Wrestling. Ele se uniu à facção The J-Tex Corporation de Gary Hart (com Terry Funk, The Great Muta, Buzz Sawyer e The Dragonmaster) em uma rivalidade com Sting e Ric Flair. No Clash of Champions em 12 de setembro, Slater e Muta foram derrotados por Flair e Sting por desqualificação. Após o combate, Funk tentou sufocar Flair com um saco plástico. Isso levou à reforma dos Four Horsemen (com Flair, Sting, Arn e Ole Anderson) contra a J-Tex Corporation. Após o início da rivalidade entre Sting e os Horsemen e a derrota da J-Tex para Flair e os Andersons no Clash of Champions X, o grupo se separou.
Longe da WCW, Slater passou a lutar na Professional Wrestling Federation (PWF), onde formou duplas com Hurricane Walker e Mighty Thor para enfrentar Mark Starr e Sgt. Rock. Em 8 de outubro de 1990, Slater participou de um torneio pelo título dos pesos-pesados da United States Wrestling Association (USWA). Ele derrotou Danny Davis e Jeff Gaylord, antes de ser derrotado por Jerry Lawler nas quartas-de-final. Ele retornou a All Japan Pro Wrestling (AJPW) para participar do torneio Real World Tag League de 1990, formando uma dupla com Joel Deaton, sem sucesso.
Em 1991, Slater formou uma dupla com Dick Murdoch conhecida como "The Hardliners". Eles enfrentaram Rick Steiner e diversos parceiros (como Tom Zenk, El Gigante e Ron Simmons) algumas vezes durante a turnê The Great American Bash de 1991. Em 1992, Slater aliou-se a Greg Valentine e os dois foram derrotados por Arn Anderson e Bobby Eaton no Clash of the Champions XX. No Clash of the Champions 23, Slater foi derrotado por Ron Simmons. Em 1994, ele participou de alguns combates na International Wrestling Association of Japan (IWA Japan), ganhando o título mundial dos pesos-pesados da empresa ao derrotar Nobutaka Araya em 20 de julho. Ele deixou o título vago em 15 de agosto, retornando aos Estados Unidos para cuidar de problemas de saúde da mãe.
De volta a WCW no final de 1994, Slater formou uma dupla com Bunkhouse Buck com Col. Robert Parker como agente. Slater e Buck derrotaram Harlem Heat (Booker T e Stevie Ray) pelo título mundial de duplas em 22 de julho de 1995. Enquanto Buck e Slater mantinham uma rivalidade com os Nasty Boys (Brian Knobbs e Jerry Sags), Parker passou a manter uma relação com a valet de Harlem Heat, Sister Sherri. No Fall Brawl, após Parker se distrair com Sherri, os Nasty Boys interferiram na defesa do título de Buck e Slater contra Harlem Heat, fazendo os campeões perderem o título. Slater participou do torneio Lord of the Ring no Slamboree de 1996 com Earl Robert Eaton, derrotando Disco Inferno e Alex Wright, e VK Wallstreet e Jim Duggan. Com isso, Slater e Eaton se qualificaram para a Battlebowl, da qual Slater eliminou Eaton. Depois de eliminado, Slater atacou Eaton. No fim de sua carreira, Slater formou uma dupla com Mike Enos conhecida como "Rough 'n' Ready" e sua última luta foi uma derrota da dupla para Harlem Heat no WCW Pro de 27 de agosto.

## Vida pessoal
Slater foi preso em 27 de dezembro de 2003 sob acusações de esfaquear sua ex-namorada Theresa Halbert em Largo, Flórida. Slater afirmou não se lembrar do ataque por estar usando heroína e oxicodona. Ele foi condenado a um ano em prisão domiciliar, dois anos em liberdade condicional e a pagar cerca de 18,000 dólares para Halbert, multas e custos de investigação e julgamento. Slater foi preso em 18 de janeiro de 2007 por ameaçar Halbert novamente.
Em 3 de março de 2013, Slater foi preso após não comparecer à corte por conta de um delito menor.
Em 2015, em seu podcast, Ric Flair anunciou que Slater estaria vivendo em um asilo em Clearwater, e não deixaria ser visto por ninguém. Slater faleceu em 18 de outubro de 2018, aos 67 anos.

## Na luta profissional
- Movimentos de finalização
  - Figure four leglock[1][3]
  - Russian legsweep[1][3]

- Movimentos secundários
  - Swinging neckbreaker[1][3]

- Managers
  - Dark Journey[54]
  - Gary Hart[55]
  - Col. Robert Parker[56]

- Alcunhas[3]
  - "Dirty" ("Sujo")
  - "The Rebel" ("O Rebelde")
  - "Mr. Excitement" ("Sr. Excitação")
  - "Mr. Unpredictable" ("Sr. Imprevisível")

## Títulos e prêmios
- Championship Wrestling from Florida
  - NWA Florida Heavyweight Championship (1 vez)[14]
  - NWA Brass Knuckles Championship (versão da Flórida) (1 vez)[57]
  - NWA Florida Tag Team Championship (5 vezes)[7] – com Dusty Rhodes (1), Stan Vachon (1), Mike Graham (1), Toru Tanaka (1) e Johnny Weaver (1)
  - NWA Florida Television Championship (2 vezes)[6]
  - NWA Southern Heavyweight Championship (versão da Flórida) (6 vezes)[12]
  - NWA United States Tag Championship (versão da Flórida) (1 vez)[58] – com Killer Karl Kox

- Florida Championship Wrestling
  - FCW/PWF Florida Heavyweight Championship (1 vez)[30]

- Georgia Championship Wrestling
  - NWA Georgia Heavyweight Championship (3 vezes)[9]
  - NWA Georgia Tag Team Championship (1 vez)[59] – com Bob Orton, Jr.
  - NWA Macon Heavyweight Championship (2 vezes)[8]

- International Wrestling Association of Japan
  - IWA World Heavyweight Championship (IWA Japan) (1 vez)[44]

- Mid-Atlantic Championship Wrestling / Jim Crockett Promotions / World Championship Wrestling
  - NWA World Tag Team Championship (versão da Mid-Atlantic) / WCW World Tag Team Championship[60][11] (2 vezes) – com Dusty Rhodes (1) e Bunkhouse Buck (1)
  - NWA Mid-Atlantic Heavyweight Championship (1 vez)[61]
  - NWA Mid-Atlantic Television Championship (2 vezes)[17]
  - NWA United States Heavyweight Championship (1 vez)[18]
  - NWA World Tag Team Championship (versão da Mid-Atlantic) (1 vez)[62] – com Dusty Rhodes
  - WCW United States Tag Team Championship (1 vez)[63] – com The Barbarian

- Mid-South Wrestling
  - Mid-South Television Championship (1 vez)[21]
  - Mid-South North American Heavyweight Championship (2 vezes)[20]

- Pro Wrestling Illustrated
  - PWI o colocou na #86ª posição dos 500 melhores lutadores individuais em 1992[64]

- Southeastern Championship Wrestling
  - NWA Southeastern Heavyweight Championship (4 vezes)[65]
  - NWA Southeastern Tag Team Championship (2 vezes)[66] – com Paul Orndorff (1) e Jerry Blackwell (1)

- Southwest Championship Wrestling
  - SCW Southwest Heavyweight Championship (3 vezes)[67]
  - SCW Southwest Tag Team Championship (2 vezes)[68] – com Bruiser Brody (1) e Bob Sweetan (1)

- St. Louis Wrestling Club
  - NWA Missouri Heavyweight Champonship (1 vez)[10]

- United States Wrestling Association
  - USWA Southern Heavyweight Championship (1 vez)[69]

- Wrestling Observer Newsletter
  - Pior Dupla (1995)[70] – com Bunkhouse Buck

## Morte
Em 18 de outubro de 2018, a WWE divulgou uma declaração alegando que Slater havia morrido. Treinador de wrestling e amigo próximo Les Thatcher reconheceu que Slater tinha morrido em sua conta no Twitter. Sua morte também foi confirmada pelo adversário na tela, Ric Flair, que pagou tributo ao Youtube.